# ویلیام تل (فیلم ۲۰۲۴)
ویلیام تل (انگلیسی: William Tell) یک فیلم حماسی درام تاریخی محصول سال ۲۰۲۴ به نویسندگی و کارگردانی نیک هام که بر اساس نمایشنامه‌ای به همین نام اثر فریدریش شیلر ساخته شده است.
این فیلم اولین نمایش جهانی خود را در جشنواره بین المللی فیلم تورنتو در ۵ سپتامبر ۲۰۲۴ انجام داد، و در ۱۰ ژانویه ۲۰۲۵ در بریتانیا اکران شد، و نقدهای متفاوتی دریافت کرد.

## خلاصه داستان
ویلیام تل از خانواده و میهن خود، سوئیس، هنگامی که مورد حمله پادشاه اتریش قرار می‌گیرد، دفاع می‌کند.

## تولید
در اکتبر ۲۰۲۳ اعلام شد که کلیس بنگ قرار است در نقش قهرمان عامیانه ایفای نقش کند که توسط نیک هام کارگردانی می‌شود. کلیس بنگ، کانر سوییندلز، الی بمبر، گلشیفته فراهانی، جونا هاوئر کینگ، ریف اسپال، امیلی بیچام، جاناتان پرایس، سم کیلی و بن کینگزلی نیز در این فیلم به ایفای نقش پرداختند.

## بازخوردها
- در وب‌سایت جمع‌آوری نقد راتن تومیتوز براساس رای ۵۰ منتقد دارای امتیاز ۵۶ درصدی است. اجماع وب‌سایت چنین می‌گوید: «ویلیام تل تجسم شایسته‌ای از قهرمان مردمی را در «کلیز بنگ» توانا می‌یابد، اما این حماسه تاریخی ضرب‌های آشنای زیادی را تکرار می‌کند تا افسانه متمایز خود را برانگیزد.[۳]
- در متاکریتیک، که از میانگین وزنی استفاده می‌کند، بر اساس رای ۱۲ منتقد، امتیاز ۵۲ از ۱۰۰ را به فیلم اختصاص داد که نشان دهنده نقدهای "مختلط یا متوسط" است.[۴]